# جيل ساندرز
جيل ساندرز (بالفرنسية: Gilles Sanders )‏ مواليد 9 أغسطس 1964 في أربونة، هو دراج فرنسي سابق.

## روابط خارجية
- جيل ساندرز على موقع أرشيف الدراجات (الإنجليزية)
- جيل ساندرز على موقع إحصائيات الدراجات الإحترافية (الإنجليزية)
- جيل ساندرز على موقع CycleBase (الإنجليزية)